# Liste der bolivianischen Botschafter beim Heiligen Stuhl
Die bolivianische Botschaft befindet sich in der Via di Porta Angelica 15/2 in Rom.
| Ernannt / Akkreditiert | Name                              | Bemerkungen | ernannt von                     | akkreditiert bei  | Posten verlassen |
| ---------------------- | --------------------------------- | --- | ------------------------------- | ----------------- | ---------------- |
| 1. Apr. 1836           | Juan de la Cruz Cisneros          | | Andrés de Santa Cruz            | Gregor XVI.       |                  |
| 1837                   | Fernando Lorenzana                | | Andrés de Santa Cruz            | Gregor XVI.       |                  |
| 1892                   | Guido Fausti                      | Gesandtschaftssekretär von Monaco | Aniceto Arce Ruiz               | Leo XIII.         | 1900             |
| 1901                   | Joaquin Caso                      | Gesandter | José Manuel Pando Solares       | Leo XIII.         | 1925             |
| 1925                   | Jorge Saenz                       | Gesandter | Felipe Segundo Guzman           | Pius XI.          | 1927             |
| 1928                   | Alberto Cortadellas               | Geschäftsträger | Hernando Siles Reyes            | Pius XI.          | 1931             |
| 1931                   | Carlos Blanco Galindo             | (* 12. März 1882 in Cochabamba † 1943) General studierte Rechtswissenschaft und Politikwissenschaft in Argentinien und Frankreich. | Daniel Salamanca Urey           | Pius XI.          | 1932             |
| 1935                   | David Alvéstegui                  | (* 30. Mai 1887) Sohn von Trinidad Laredo und Máximo Alvéstegui; ed. Univ. de Simón Bolívar, Cochabamba; er heiratete Blanca Jordán. von 1912 bis 1914 war er Lehrer am Colegio Bolívar; nat. deputy, 1916; Herausgeber der Tageszeitung El Republicano in Cochabamba, | José Luis Tejada Sorzano        | Pius XI.          | 1939             |
| 1939                   | Gabriel Gosálvez Tejada           | | Carlos Quintanilla Quiroga      | Pius XII.         | 1940             |
| 1940                   | Carlos Quintanilla Quiroga        | | Enrique Peñaranda del Castillo  | Pius XII.         | 1941             |
| 1941                   | Eduardo Arze Quiroga              | Geschäftsträger (* 5. Januar 1907 in Cochabamba) | Enrique Peñaranda del Castillo  | Pius XII.         | 1942             |
| 1942                   | Bailón Mercado                    | | Enrique Peñaranda del Castillo  | Pius XII.         | 1944             |
| 1946                   | Fernando Ortiz Sanz               | Geschäftsträger | Nestor Guillen Olmos            | Pius XII.         | 1947             |
| 1947                   | Nestore V. Galindo                | | Enrique Hertzog                 | Pius XII.         | 1948             |
| 1948                   | Fernando Ortiz Sanz               | Geschäftsträger (* 27. Dezember 1914 in Sucre † 2004) | Enrique Hertzog                 | Pius XII.         | 1949             |
| 1949                   | Javier Paz Campero                | | Mamerto Urriolagoitia Harriague | Pius XII.         | 1951             |
| 1951                   | Alberto Crespo Rodas              | Geschäftsträger | Hugo Ballivián Rojas            | Pius XII.         | 1952             |
| 1953                   | Alfredo Galindo Quiroga           | | Hernán Siles Zuazo              | Pius XII.         | 1955             |
| 1956                   | Emilio Sarmiento                  | | Hernán Siles Zuazo              | Pius XII.         | 1958             |
| 1958                   | Fernando Diez de Medina           | | Hernán Siles Zuazo              | Johannes XXIII.   | 1960             |
| 1961                   | Manuel Frontaura Argandona        | | Víctor Paz Estenssoro           | Johannes XXIII.   | 1966             |
| 1966                   | Alfredo Flores Suárez             | | Alfredo Ovando Candia           | Paul VI.          | 1967             |
| 1967                   | Walter Rico-Toro                  | | Alfredo Ovando Candia           | Paul VI.          | 1968             |
| 1968                   | José Romero Loza                  | | Alfredo Ovando Candia           | Paul VI.          | 1969             |
| 1969                   | Edgar Serrate Alcazar             | Geschäftsträger | Luis Adolfo Siles Salinas       | Paul VI.          | 1970             |
| 1970                   | Alfonso Arze Quiroga              | | Juan Torres Gonzáles            | Paul VI.          | 1971             |
| 1971                   | Alfredo Flores Suárez             | | Hugo Banzer Suárez              | Paul VI.          | 1974             |
| 1974                   | Eduardo Zabalaga Canelas          | | Hugo Banzer Suárez              | Paul VI.          | 1976             |
| 1976                   | Jorge Siles Salinas               | [ 4 ] | Hugo Banzer Suárez              | Paul VI.          | 1979             |
| 1979                   | Juan José Vidaurre Pinto          | | Walter Guevara Arze             | Johannes Paul II. | 1981             |
| 1981                   | Ernesto Ruiz Rada                 | | Celso Torrelio Villa            | Johannes Paul II. | 1983             |
| 1983                   | Carlos Romero Alvarez García      | | Guido Vildoso Calderón          | Johannes Paul II. | 1986             |
| 1986                   | Huáscar Cajías Kauffmann          | | Víctor Paz Estenssoro           | Johannes Paul II. | 1989             |
| 1990                   | Daniel Cabezas Gómez              | | Jaime Paz Zamora                | Johannes Paul II. | 1993             |
| 1993                   | Sonia Diez Medina                 | Geschäftsträgerin | Gonzalo Sánchez de Lozada       | Johannes Paul II. | 1994             |
| 1994                   | Armando Loaiza Mariaca            | | Gonzalo Sánchez de Lozada       | Johannes Paul II. | 1997             |
| 1997                   | Jorge Siles Salinas               | | Hugo Banzer Suárez              | Johannes Paul II. | 2000             |
| 2000                   | Pedro José Rivera Saavedra        | | Hugo Banzer Suárez              | Johannes Paul II. | 2002             |
| 2002                   | Carmen Bonifaz                    | Geschäftsträgerin | Gonzalo Sánchez de Lozada       | Johannes Paul II. | 2003             |
| 2003                   | Valentín Abecia Baldivieso        | | Carlos Mesa                     | Johannes Paul II. | 2005             |
| 2005                   | Walther Rico-Frontaura            | Geschäftsträger | Eduardo Rodríguez               |                   | 2008             |
| 2008                   | Carlos Federico de la Riva Guerra | Botschafter | Evo Morales                     |                   | 2014             |
| 2014                   | Erika Silvia Farfán Mariaca       | Geschäftsträgerin | Evo Morales                     |                   | 2016             |
| 2016                   | Julio César Caballero Moreno      | Botschafter | Evo Morales                     |                   | 2020             |
| 2020                   | Aneyda María Ramos López          | Botschafterin | Jeanine Áñez Chávez             |                   | 2021             |
| 2021                   | Julio César Caballero Moreno      | Geschäftsträgerin | Luis Arce                       |                   | 2022             |
| 2022                   | Teresa Susana Subieta Serrano     | Botschafterin | Luis Arce                       |                   |                  |